# Engeltrude de Fézensac
Engeltrude de Fézensac (Ingeltrud, Ingeltrude ou Ingeltrudis) (~799 – 853) était comtesse d'Orléans par son mariage en 825 avec Eudes Ier d'Orléans. Leur fille Ermentrude épousa Charles le Chauve qui devint roi de Lotharingie puis empereur d'occident.
Ermentrude avait un frère aîné, Guillaume, qui pourrait être issu d'un première union de son père, et qui fut exécuté par son beau frère Charles le Chauve en 866 pour trahison à Silvanectum (Senlis). 
Engeltrude était la seule fille de Leuthard Ier de Paris et de sa femme Grimeut ; elle avait deux frères : Adalard le Sénéchal (mort après 865) et Gérard II de Paris (~810-877).
Engeltrude fut inhumée dans l'église de l'abbaye royale de Saint-Denis.